# 短嘴凤头百灵

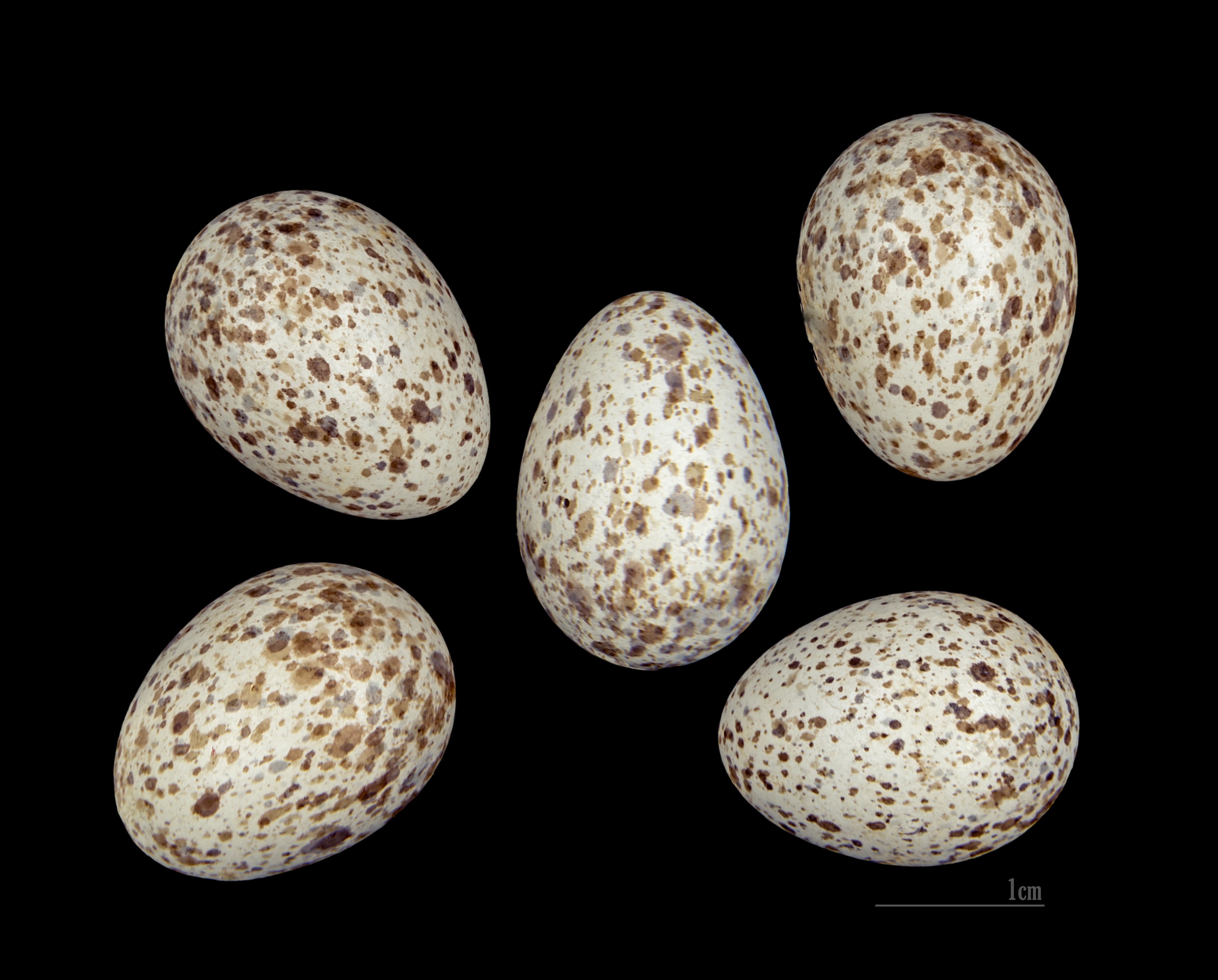
Galerida theklae

短嘴凤头百灵（学名：Galerida theklae），是百灵科凤头百灵属的一种，分布于法国、直布罗陀、埃及、利比亚、阿尔及利亚、西撒哈拉、埃塞俄比亚、突尼斯、肯尼亚、厄立特里亚、西班牙、索马里、摩洛哥和葡萄牙。该物种的保护状况被评为无危。
短嘴凤头百灵的平均体重约为39.8克。栖息地包括温带草原、亚热带或热带的（低地）干燥疏灌丛、牧草地、耕地、地中海型疏灌丛和亚热带或热带的（低地）干草原。